# Donaspastus delicatella
Donaspastus delicatella is een vlinder uit de familie dominomotten (Autostichidae). De wetenschappelijke naam is, als Symmoca delicatella, voor het eerst geldig gepubliceerd in 1901 door Walsingham.
Deze vlinder komt voor in Europa.

## Andere combinaties
- Symmoca delicatella Walsingham, 1901
- Neospastus delicaletta (Walsingham, 1901)